# ماگنر سولبرگ
ماگنر سولبرگ (انگلیسی: Magnar Solberg؛ زادهٔ ۴ فوریهٔ ۱۹۳۷) ورزشکار دوگانه اهل نروژ بود.
سولبرگ پس از بازنشستگی از مسابقات، افسر پلیس شد. او یکی از افسرانی بود که با تنظیم زمان مرگ یک قربانی قتل مسئول تخلفات قضایی علیه فریتز مون بود. او بعداً به اشتباه خود اعتراف کرد، از نیروی انتظامی بازنشسته شد و در صنعت بیمه کار کرد.